# Федеріко Грабіч
Федеріко Грабіч (ісп. Federico Grabich, 26 березня 1990) — аргентинський плавець.
Учасник Олімпійських Ігор 2012, 2016 років.
Призер Чемпіонату світу з водних видів спорту 2015 року.
Переможець Панамериканських ігор 2015 року, призер 2011, 2019 років.
Переможець Південнамериканських ігор 2010, 2014 років.